# آنا جانبازیان
آنا «آناهید» جانبازیان (ارمنی: Աննա (Անահիտ) Սարգիսի Ջանբազյան؛ انگلیسی: Anna Djanbazian) طراح برجسته رقص، رقصنده بزرگ و دختر سرکیس جانبازیان هنرمند و تاریخ ساز رقص در ایران بود.

## زندگی‌نامه
آنا در ۲۲ مه ۱۹۵۲ (۱۳۳۱) در تهران به دنیا آمد. وی از ۳ سالگی در هنرستان پدرش استاد باله سرکیس جانبازیان یادگیری رقص را آغاز کرد و در ۵ سالگی در تالار فرهنگ شهر تهران، به اجرای رقص پرداخت و در ۷ سالگی رسماً به فراگیری فنون باله کلاسیک روی آورد. آنا جانبازیان فوق لیسانس رشته طراحی و رقص مدرن از دانشگاه یوسی ال ای بود و به دلیل رقص‌های آبستره و انتزاعی، جایگاهی رفیع در صحنه طراحی رقص و جایگاهی رفیع در صحنه طراحی باله مدرن ایران داشت.
تا هنگام کوچ علاوه بر تعلیم و تربیت شاگردان و مربیان بسیار، بیش از ۱۰۰ باله تئاترال روی صحنه اجرا کرد. سرکیس جانبازیان از مهاجران ارمنی بود که ابتدا در قزوین ساکن شد و تعلیم رقص را آغاز نمود و سپس در سال ۱۹۴۱ (۱۳۲۰) به تهران رفت و اولین هنرستان باله را میان گذاشت و آنا با جانبازیان میوه زندگی هنری سرکیس بود و زمان ترک پدر ۱۱ سال بیشتر نداشت ولی بعد از یک دوره در ارمنستان، به بازسازی هنرستان پدر پرداخت و فعالیت او تا زمان انقلاب مرتب اوج می‌گرفت ولی انقلاب اسلامی] او را از فعالیت بازداشت و در سال ۱۹۸۴ (۱۳۶۳) آنا ایران را ترک گفت و سرانجام بنیاد باله جانبازیان را در گلندیل، کالیفرنیا برپا ساخت و به تحصیل آکادمیک نیز ادامه داد و در طی سال‌ها رقص‌های مدرن و محلی و فولکلوریک ایران و ارمنستان را برای نسل جوان مهاجر ارائه داد.
آنا جانبازیان قبل از اجرای یک برنامه بسیار با شکوه «باله تئاترال گوهر روح» برادر خود را براثر سرطان از دست داد و این برنامه را به او تقدیم کرد و در ضمن همه عواید آنرا به سازمان مبارزه با سرطان آمریکا هدیه کرد؛ و این یکی از آخرین و با شکوه‌ترین برنامه‌های او روی صحنه بود.
وی در تدارک اجرای بخش‌هایی از شاهنامه و موسیقی فولکلوریک ایران بود که متأسفانه به دلیل درگذشتش انجام نشد. روز جمعه ۳۰ ژوئن ۲۰۱۷ در لس آنجلس براثر سرطان درگذشت.

## جوایز
- «Լեստըր Հորթոն» պարի մրցանակ, ۲۰۰۲، ۲۰۰۳، ۲۰۰۴ و ۲۰۰۶
- «Grand Prix of Italy» մրցանակ, ۲۰۵
- «Diamond Awards» մրցանակ, ۲۰۰۷
- ՀՀ սփյուռքի նախարարության «Կոմիտաս» մեդալ, ۲۰۱۵